# 泛紫联盟
泛紫联盟，又名公平正义联盟，是台灣社會福利、社會運動團體的一個集合，由台湾九大社福、社运团体共同发起，總召集人为前民主進步黨立法委員簡錫堦，2003年8月10日成立，2006年6月12日解散，解散後由公平稅制改革聯盟繼承其理念。泛紫联盟並非政黨。

## 歷史
泛紫联盟於2003年8月10日成立，成立時口號為「告別短視近利，追求公平正義」，发起的九大团体为：中華民國殘障聯盟、中華民國全國教師會、中華民國老人福利推動聯盟、中華民國智障者家長總會、婦女新知基金會、伊甸社會福利基金會、台灣勞工陣線、中華民國銀行員工會全國聯合會（2011年10月更名為全國金融業工會聯合總會）、台灣促進和平文教基金會；同年，全國產業總工會加入泛紫联盟。此後，民間司法改革基金會與中華民國教育改革協會也加入泛紫联盟。
2003年8月9日，簡錫堦投書《中國時報》，聲言：「在大選前夕，國內具有影響力的弱勢團體籌組泛紫聯盟，這一擊，是社運團體認清依附政治勢力的虛幻；唯有弱勢相依，重回街頭，才能找到深化公平正義的力量。……我們提醒有改革熱忱的社運團體：必須認清現實的民進黨，才能避免對過度期待下的幻滅。」
2003年8月10日，簡錫堦在泛紫联盟成立記者會上表示：泛紫聯盟的成立，本身是一波新的公民運動、新的社會運動，既要啟動社會運動團體重新出發、與社會大眾共同反省並改變選舉文化，也要督促朝野陣營在國會中負責任的立法。中華民國殘障聯盟秘書長王榮璋在泛紫联盟成立記者會上代表泛紫聯盟朗讀宣言，宣言中痛斥當前社會福利被簡化成「提款機和存摺」的關係，泛蓝與泛绿「為求一時的勝選，多年來輪番典當、出賣國家一切資源，真正的社會安全網無從建立，台灣永續發展的契機已經被短線的選舉再三殲滅」，泛蓝與泛绿「必須善用國會優勢席次或執政資源，在（立法院）下一會期完成社會安全網的建構」。兼任泛紫聯盟發言人的王榮璋並說，目前社運和社福團體仍在集結擴大，對支持傾向也保持彈性；各政黨不要以為泛紫只有檯面上的九個團體，「如果總統候選人及其政黨對我們的訴求沒有回應，聯盟絕對會展現實力。」
2003年8月15日，泛紫联盟召開記者會抨擊，台灣獨厚富人與財團，讓受薪階層背負國家財政重擔的不公平稅制；並且指出，泛藍與泛綠爭相為富人與財團減稅，導致稅基萎縮及財政體系不健全，造成國家必須不斷舉債來解決入不敷出的窘境，結果不但無法建立完整社會安全網、保障人民基本生活需求的滿足，更使得國債高築，禍延子孫；最後，並且反駁2003年行政院所謂「課徵富人稅將嚇跑投資者」的說法，認為減稅並非促進投資的最重要因素，政局穩定及國家政策方向的明確才是企業在選擇投資地點時的首要考量。簡錫堦在這場記者會上表示，泛紫聯盟提出的課徵「富人稅」遭行政院院長游錫堃與財政部部長林全批評，他對游錫堃與林全的批評不以為然，「林全不要扭曲我們的想法！」
2003年9月2日，泛紫聯盟召開記者會，提議開徵年賺新台幣千萬元以上大戶的證券交易所得稅，土地增值稅以市價取代公告地價來徵稅，同時提出對產業補助、融資取代減稅、制定最低稅制等主張。簡錫堦強調，泛紫聯盟提出稅制公平，並不是要嚇走有錢人或企業主，更不是要搞階級鬥爭，而是要求稅制公平。
2003年11月26日，泛紫联盟表態反對將族群、統獨與公共議題操作為簡化的政治認同符碼，「政治人物若持續以如此不負責的負面手法打選戰，不但將嚴重撕裂國內族群感情，更會高舉政治議題而排擠民生議題的舞台，公共議題的理性論述空間更將消失於無形！」
2004年2月6日，泛紫聯盟推出2004年中華民國總統選舉虛擬總統參選人「林秀美」與虛擬副總統參選人「張志清」，前往中央選舉委員會前發表參選聲明及六大訴求；但是泛紫聯盟沒有帶來保證金，也沒有20萬人連署，被警察擋在中央選舉委員會大門外，不能登記參選。泛紫聯盟發表的參選聲明表示：「政黨輪替之後，我們看清楚：藍綠兩陣營都寧可不讓對方加分，也不肯讓人民得利。我們錯了，人民錯了。台灣的老百姓應該清醒。……我們要告訴藍綠：如果只是透過挑起族群對立、胡亂開立支票、抹黑對方私德來作為選戰主軸，那只會一再降低選舉格調，讓台灣同時向下沉淪。……我們要用參選政見，擊敗藍綠。我們要用自主辯證討論，取代藍綠的負面選舉競爭。我們要站在人民的視角，發動稅制改革，落實公平正義。」
2005年1月10日，泛紫聯盟批評，行政院在2004年底通過修法永久調降土地增值稅、並將公告地價調整期縮短為兩年，這項政策是劫貧濟富；如果真正要考慮調降土地增值稅，應該先把土地增值稅的計算基礎公告現值調到跟市價一樣，再來考慮降低稅率，這樣才能防止不勞而獲的土地炒作。
2006年1月8日，泛紫聯盟與青年勞動九五聯盟召集並協助卡債受害者，成立卡債受害者自救會。
2006年6月12日，泛紫聯盟邀集11個團體會員與19名顧問學者開會討論是否解散，在第二輪投票以27票贊成票通過解散。同日，簡錫堦說，泛紫聯盟致力於稅制改革、解決卡債、監督檢察總長任命、批判不公義現象等議題，雖然獲得社會肯定與掌聲，但「仍無法撼動、抗衡藍綠力量」，失去成立時「社會運動政治化」的意義，於是考慮解散。簡錫堦坦承，泛紫聯盟的團體會員，有的團體性格保守、或有特定政治傾向，議題設定難免有包袱，例如「打軍公教十八趴，全國教師會回去怎麼跟會員交代」；或者台灣勞工陣線與中華民國智障者家長總會對國民年金想像不同，台灣勞工陣線推稅賦制，中華民國智障者家長總會傾向社會保險制，雖然最後有共識，但內部矛盾始終未除。
2006年6月13日，簡錫堦投書《中國時報》，聲言：「泛紫聯盟自成立以來，一直扮演著啄木鳥角色，針對諸多不公義現象，提出諸多改革訴求；幾年的努力，也確實得到社會各界的諸多肯定與鼓勵。但是，泛紫聯盟也意識到：只是不斷的揭弊、要求政府落實改革的訴求是不夠的。泛紫聯盟必須提出更具體的改革主張，才能真正達到最初成立的目的──社會的公平、正義！因此，泛紫聯盟決定提出新一波的社會價值運動計畫，企望讓台灣有一個新的希望與願景。……筆者主張：台灣應該推行一個『正向』的新文化運動，改變情緒對立、相互否定的辯論方式，回歸理性與專業。尤其在兩岸關係上，不應只有統獨的意識形態之爭，而要以人民的利益為最大考量，用民間的智慧與力量去建構和平、合作的兩岸關係，而非只有零和競爭的兩岸關係。」
2007年4月10日，簡錫堦與稅改急先鋒成員孫一信抨擊，民進黨立委薛凌、侯水盛推動「遺產及贈與稅」廢除或減半，這根本與財產達新台幣五千萬元以下的民眾無關，說穿了就是圖利財團，將使國庫每年損失新台幣三百多億元的稅收；簡錫堦說，泛紫聯盟解散後，他們會繼續爭取稅制的公平正義，民進黨不要以為自己可以為所欲為、以為沒人監督稅制；簡錫堦也呼籲民進黨，不要提名薛凌，否則民進黨就是「向右轉」的「財團政黨」。

## 代表颜色
泛紫联盟以象征弱勢群體的紫色作為代表颜色，意在为弱势者和众多随时可能沦为弱势的受雇者发声，同时也与泛蓝、泛绿的代表颜色区隔。

## 宗旨
泛紫联盟的宗旨为：共同建立社会安全网，要求朝野一起致力追求建构可长久的社會福利制度；并藉由社会福利与社会运动团体的力量，翻转臺湾选举文化与价值观。
泛紫联盟強調和平與民主的價值遠高於兩岸統一與台灣獨立，以「和平獨立」與「民主統一」作為台海兩岸和平政策主張，反對「統獨壟斷一切」的思考模式；盼藉由公民（而非藍綠雙方基本教義派之類的選民）對兩岸關係議題的思考與主張，讓政治人物無法繼續用族群議題與統獨議題作為政治鬥爭的工具。

## 評價
舆论称泛紫聯盟为台湾政坛的第三勢力。泛紫聯盟解散後，2007年由簡錫堦召集成立的公平稅制改革聯盟繼續傳播其理念。
2017年1月13日，簡錫堦總評泛紫聯盟：
|  | 民進黨在野時，支持社運理想；一旦執政，為了擺平各方利益，許多妥協或違逆理想的政策紛紛出籠。社運團體雖感到不滿，卻礙於同盟或合作關係的情誼，悶不吭聲，甚或為民進黨辯護。…… 陳水扁執政時，背棄反核四承諾，加速財團併吞公營銀行，土增稅減半圖利炒房，社福補助減少、門檻提高。社運團體雖怨聲載道，但礙於政黨情結，卻都只私下抱怨，鮮少公開批判，而充滿無力感。 有鑑於此，筆者邀集十個進步的社運團體共同發起泛紫聯盟，有別於泛藍泛綠，切斷政黨情誼，展現公民社會監督政黨的力量，大力批判扁政府圖利財團、扁家及高官貪汙，提出稅改方案，發起抗稅運動，推動國民年金。2004年總統大選期間，泛紫聯盟以政策虛擬參選，和藍綠總統候選人較量政策主張，並解析、批判兩黨候選人欺騙伎倆。泛紫聯盟掙脫政黨綁架，重返獨立自主社運角色，獲得尊嚴，並受到社會肯定與支持。 |